# Magyarországi Szabadegyházak Tanácsa
A Magyarországi Szabadegyházak Tanácsa (SZET) a magyarországi evangéliumi kisegyházak felekezetközi, testvéri közössége, érdekvédelmi szervezete, amely 1950 és 1989 között működött. Elődje, a Magyarországi Szabadegyházak Szövetsége (MSZSZ) 1944 őszétől működött.
A szövetség célja a tagegyházai érdekeinek védelme volt, később, a kommunista államhatalom évei alatt (kb. 1950–től) az állam kisegyházakat felügyelő és irányító szervezetévé vált.

## Szabadegyházak Szövetsége
A kisebb vallási közösségek az 1939-es betiltás óta közös összefogással próbálták vallásuk szabad gyakorlatát elősegíteni és biztosítani. 1944. októberében a nyilas hatalomátvétel után hét felekezet közös védőernyő alatt egyesült és létrejött a Magyarországi Szabadegyházak Szövetsége (MSZSZ). Ez lett a későbbi SZET elődje. 
A szövetségnek ekkor a következő hét közösség volt a tagja: 
- baptisták,
- metodisták,
- adventisták,
- ókatolikusok,
- Keresztyén Testvérgyülekezetek,
- Üdvhadsereg
- Krisztushívő Zsidók Szövetségének gyülekezetei

Az államhatalom 1945 júliusától engedélyezte az 1939-ben betiltott kis felekezetek szabad működését és felruházta a Szabadegyházak Szövetségét, hogy evangéliumi munkásainak igazolásokat adjon. A kisegyházak vallásos összejövetelei nem estek többé gyülekezési tilalom alá. 1947 végén megszüntették a bevett és az elismert felekezetek között fennálló különbségeket. E folyamat legjelentősebb állomásaként az 1949-ben megjelent új alkotmányban kimondták az állam és egyház szétválasztásának az elvét. Így 1949-re a szabadegyházak legfontosabb közjogi követelései teljesültek, amelyek a hétköznapi életüket is jelentősen befolyásolták. Hitéletüket mindenféle zaklatás nélkül gyakorolhatták, missziós lehetőségeik nagy mértékben bővültek a középületekben tartható nyilvános előadások tartásának engedélyezésével. Könyveiket, brosúráikat, újságaikat szabadon nyomtathatták és terjeszthették.

## Magyarországi Szabadegyházak Tanácsa
A Szabadegyházak Szövetsége 1950-ben alakult át a Magyarországi Szabadegyházak Tanácsává (SZET). 
A SZET tagjai:
- az Evangéliumi Pünkösdi Közösség,
- a Magyarországi Hetednapi Adventista Egyház,
- az Isten Egyháza,
- a Magyarországi Baptista Egyház,
- a Magyarországi Keresztyén Testvérgyülekezetek,
- a Magyarországi Metodista Egyház,
- az Őskeresztyén Apostoli Egyház,
- a Magyarországi Szabadkeresztyén Gyülekezet,
- az Élő Isten Gyülekezete.

A SZET koordinatív, konzultatív testületként működött, nem felekezeti, hanem egyesületi jellegű tömörülés volt, amely a mindennapi feladatok elvégzése és a közös célok (tanulmányi munka, szabadegyházi rendezvények, lelkészképzés) megvalósítása érdekében tevékenykedett. 1989. december 12-én megszűnt. 
A SZET tagegyházai 1966-ban szervezték meg a Magyarországi Szabadegyházak Tanácsának Lelkészképző Intézetét, amely 1990-ig működött.

## Elnökei
- Kiss Ferenc (1950-1958) orvosprofesszor, anatómus
- Szabó László (1958-1961)
- Palotay Sándor (1961-től ügyvezető igazgató, 1969-1979 elnök)
- Nagy József (1979-1980)
- Szakács József (1980-1988)
- Viczián János (1988-1989)